# Felix Sandy
Felix Sandy (ur. 16 grudnia 1964) – sierraleoński lekkoatleta specjalizujący się w biegach sprinterskich, reprezentant Sierra Leone na Letnich Igrzyskach 1984 w Los Angeles w sztafecie 4 × 100 m oraz na Letnich Igrzyskach Olimpijskich 1988 w Seulu w biegu na 400 m i sztafetach 4 × 100 m i 4 × 400 m.
W 1984 w sztafecie 4 × 100 m wystartował w składzie z: Davidem Sawyerrem, Abdulem Mansaray oraz Ivanem Benjaminem. Sztafeta Sierra Leone ukończyła bieg z czasem 40,77. Gorszy rezultat od sierraleońskiej drużyny uzyskała tylko sztafeta Liberii, która ukończyła bieg z czasem 42,05.
Nie reprezentował swojego kraju w biegach indywidualnych na igrzyskach w Los Angeles.
Na Letnich Igrzyskach Olimpijskich 1988 w biegu na 400 m zajął 5. miejsce w biegu numer 1., osiągając czas 46,82. Wynik nie wystarczył, żeby awansować do ćwierćfinału. Awansu w pierwszej rundzie nie zdobył również w sztafecie 4 × 100 m i 4 × 400 m.